# Повітрянодесантні війська Японії

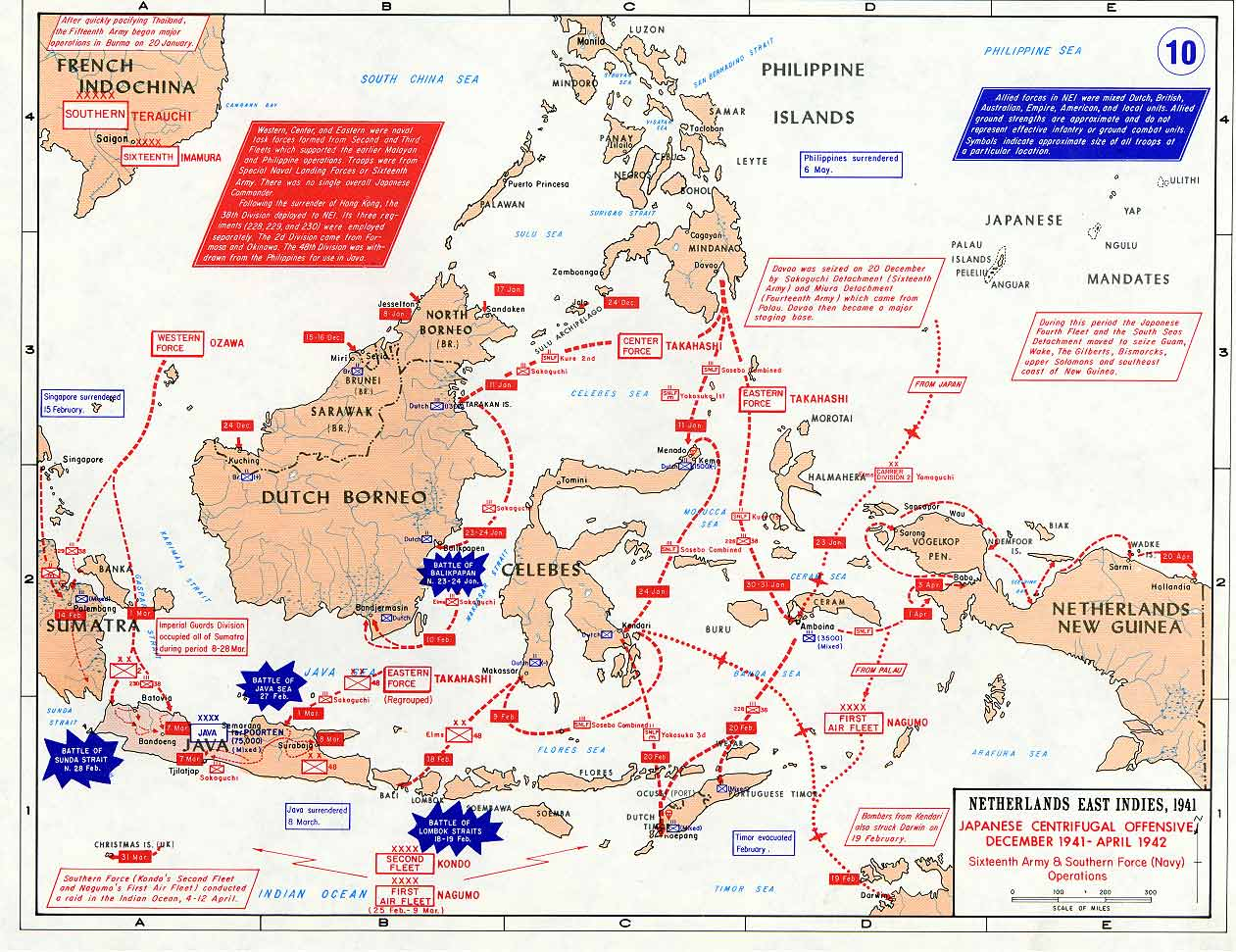
Бойові дії в зоні Тихого океану

Пові́тряно-деса́нтні війська́ Япо́нії — високомобільний елітний рід військ Японії, який складається з підрозділів легкоозброєної піхоти, що призначений для доставки повітрям в тил противника та ведення активних бойових дій в його тиловій зоні.
За часів Другої світової війни входили до складу імперської армії (яп. 日本海軍空挺部隊) та імперського військово-морського флоту (яп. 挺進集団), після війни у складі сухопутних сил Самооборони Японії.
За станом на 1 січня 2010 Сили Самооборони Японії мають одну повітряно-десантну бригаду.

## Історія

### Зародження й формування ПДВ Японії

#### Армія Великої Японської Імперії
Командування японської імператорської армії традиційно демонструвало зацікавленість до різних нововведень у військової справі. До бойових можливостей парашутно-десантних частин тут віднеслися з натхненням, оскільки перед армією Японії стояла перспектива швидкого проведення великомасштабних десантних операцій на величезному Тихоокеанському театрі воєнних дій. В той же час, практично до самого початку Другої світової війни Японія не мала в сухопутних військах і військово-морському флоті будь-яких парашутно-десантних частин, за винятком невеликих експериментальних парашутних груп і загонів.
22 квітня 1937 року під час імператорських навчань в районі Токіо було проведено перше десантування тактичного парашутного десанту у складі до піхотної роти (88 чоловік). На основі отриманого досвіду було прийнято рішення про початок розгортання частин ПДВ і створена перша парашутна школа. Невеликі групи підготовлених парашутистів, що були у розпорядженні армійського командування, використовувалися за призначенням (наприклад, висаджений в 1938 році на китайському фронті розвідувально-диверсійний загін чисельністю 120 чоловік, чиї дії увінчалися повним успіхом), але в цілому ситуація залишалася складною. Тому з 1940 року, в розпал підготовки до походу в «південні моря», група японських військових високопосадовців здійснили ознайомчу поїздку до союзних держав Осі — Третій Рейх і Італію, де вивчала досвід організації і застосування повітряно-десантних військ. Очолив делегацію генерал Т. Ямашіта, який пізніше, з початком війни на Тихому океані, блискавичне провів вторгнення до Малайзії з широким застосуванням парашутних десантів.
Прибуття літом 1940 років німецьких інструкторів парашутної справи значно прискорило організацію і підготовку японських повітряно-десантних військ. Це дозволило японському командуванню використати у війні з Китаєм у виді дослідження невеликі парашутні групи. Так, наприклад, у жовтні 1941 року в операції під Чанша вперше були викинуті в тил китайських військ три невеликі парашутні десанти з тактичними і розвідувально-диверсійними завданнями.

#### Імперський флот Японії
З початком вторгнення гітлерівської армії до Голландії і Бельгії, де взяли найактивнішу участь німецькі повітряно-десантні війська, японське командування вжило всі заходи до розгортання своїх повітряно-десантних частин не лише в сухопутних військах, але і у військово-морському флоті. Головним полігоном для проведення тренувань парашутистів ВМФ став організований німецькими радниками центр на китайському острові Хайнань в Жовтому морі.
В основу концепції організації і застосування ПДВ ліг досвід Німеччини, що вважалася на той час головним авторитетом в цій області. Підготовка парашутно-десантних частин проводилася в умовах глибокої секретності, і фактично до початку війни на Тихому океані про їхнє існування було мало кому відомо навіть у самій Японії. Ця секретність зайшла так далеко, що сухопутні війська не знали про експерименти, що проводяться з десантниками у морському флоті, у той час, як флот не знав, що коїтися в цьому відношенні в армії.

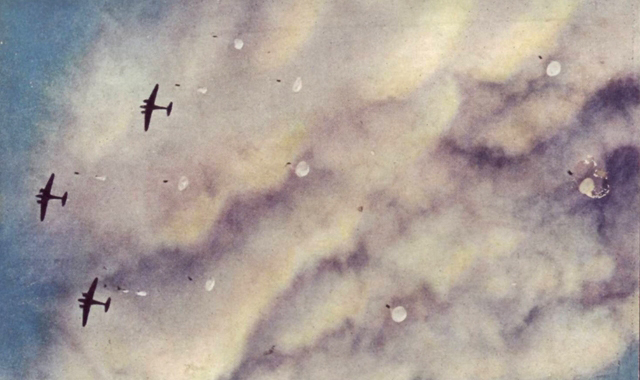
Висадка японського повітряного десанту у битві за Палембанг. Суматра. 13 лютого 1942 року

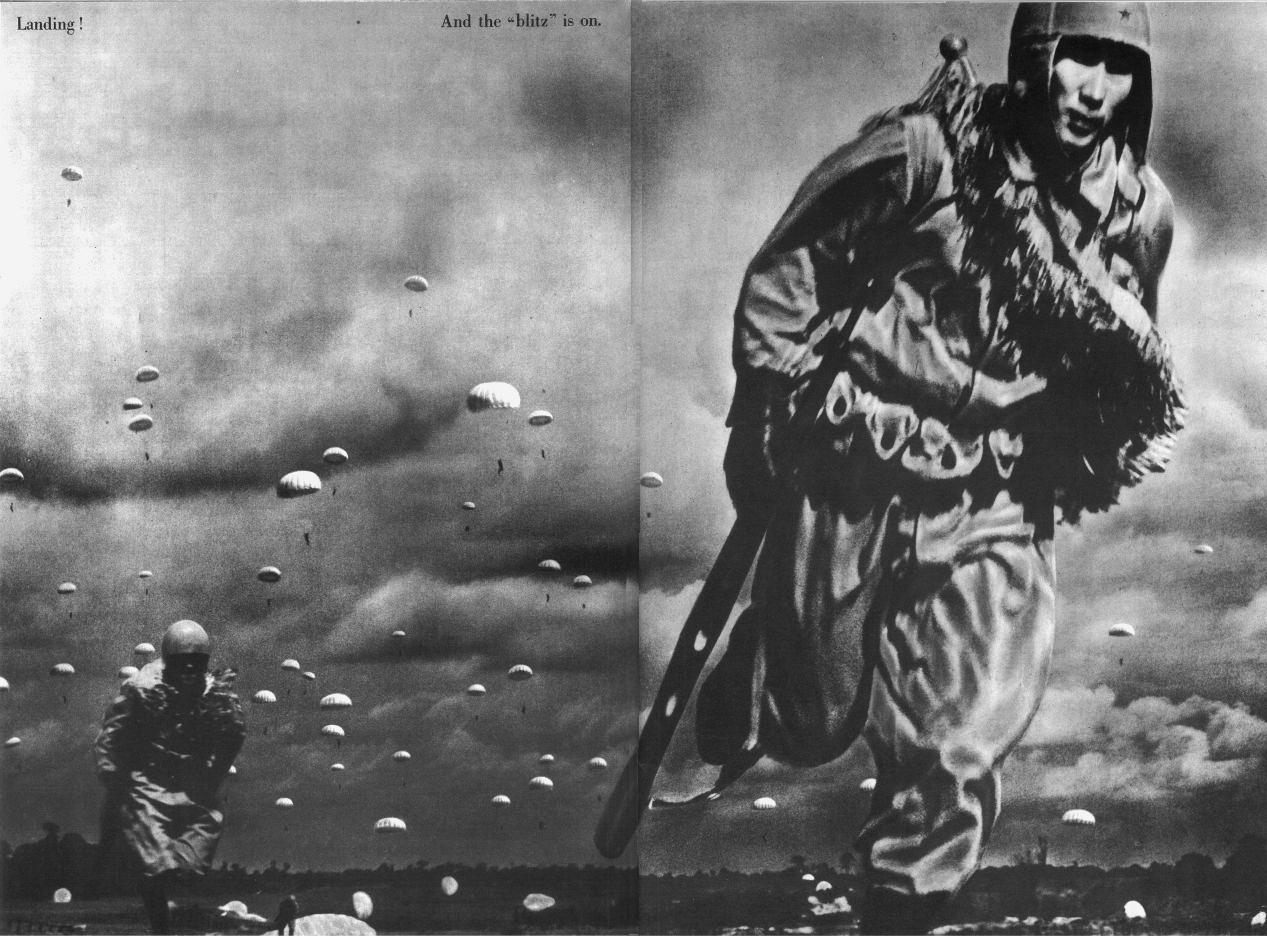
Японські десантники у битві за Палембанг. Суматра. 13 лютого 1942 року

### Підготовка десантників
Повітряно-десантна підготовка поділялася на п'ять етапів і починалася з освоєння парашутів, орієнтування на місцевості і фізичних тренувань. Потім починалися стрибки з веж (130 метрів), на кінцевому етапі десантники здійснювали шість залікових стрибків (у тому числі і групових) з військово-транспортних літаків (нормативна висота 1200 метрів, швидкість 130 км/год).
Підготовка японських десантників було багато в чому схожа з німецькими нормативами, але відрізнялося за рядом параметрів. Японці набагато більше, ніж їхні європейський союзник, приділяли увагу щодо підготовки своїх парашутистів для виконання суто диверсійних акцій, тому в ході передпарашутної підготовки солдати приділяли багато уваги вибуховій справі, вченню іноземним мовам і поводженню з озброєнням вірогідного противника. А саме, окрім спеціальної бойової підготовки, в програму навчання десантника входило елементарне вивчення мови тієї країни, де він повинен був діяти. Парашутистів учили, як вести бій з обмеженою кількістю власної зброї проти сил противника, що переважають. Особливо велика увага приділялася використанню будь-якої трофейної зброї противника і навчення водінню різних бойових і транспортних машин. Парашутисти також навчалися практичним діям з мінування, розмінування і підривних робіт.

### Підготовка операцій
Перед десантуванням парашутисти отримували аерофотознімки тих районів або об'єктів, які передбачалося атакувати. Знімки, як правило, забезпечувалися легендою в об'ємі, необхідному для дій десантника. Безпосередньо перед вильотом особовий склад десантних частин ретельно інструктувався. У бойовому наказі на операцію кожному підрозділу ставилися детальні завдання з вказівкою способів їхнього виконання. Всі етапи операції ретельно планувалися за часом.

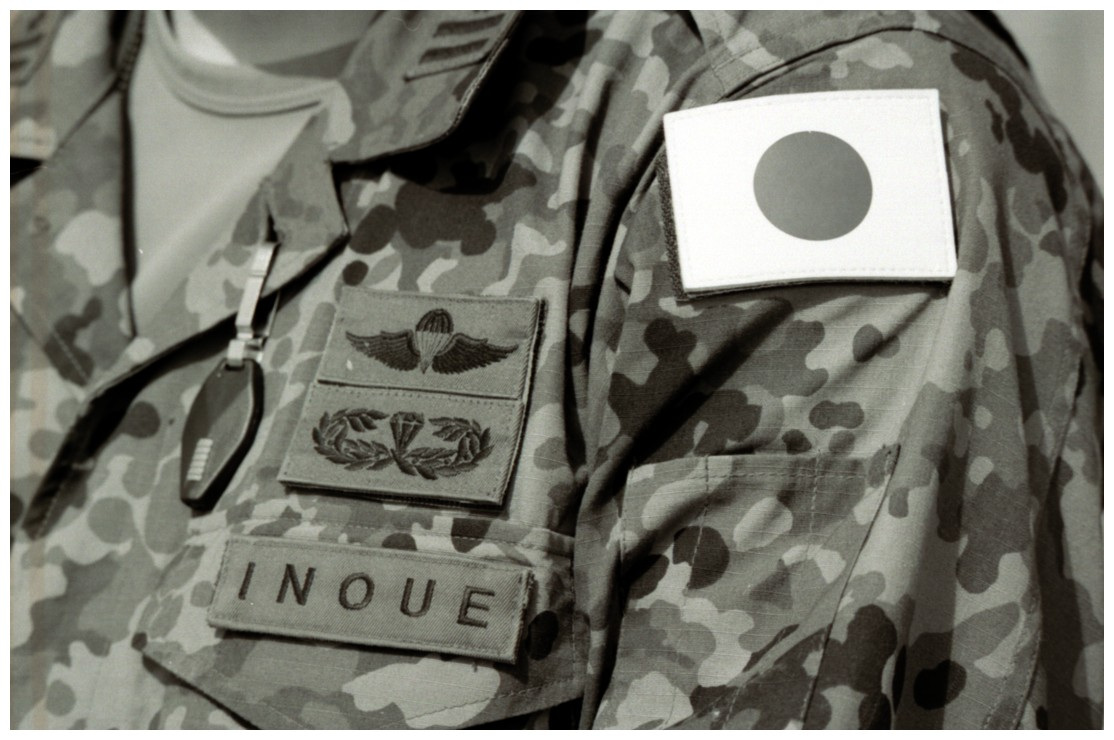
Уніформа солдата повітряно-десантної бригади Японії. Багдад

Перший ешелон зазвичай складався з десантників, що захоплювали намічені аеродроми, на які проводили висадку посадочно-десантні частини. Парашутисти зазвичай викидалися з висоти 150—350 м і під час спуску вели вогонь і створювали шум. Японці уникали висадки повітряних десантів поблизу населених пунктів, в лісових масивах, в болотистій і гірській місцевості. Найсприятливішим часом для викидання вважалися сутінки надвечір'я і світанок, хоча на практиці вони висаджувалися і в денний час.
Часто японські парашутисти, після десантування у світлий час, переходили до оборони, а вночі проводили атаку об'єкта; це робилося головним чином у тих випадках, коли противник за своєю чисельністю перевершував десантників, що висадилися.
Японці вважали за необхідне створювати сильними перші ешелони повітряного десанту. Таким чином, на їхню думку, удавалося використати переваги раптовості. Безпосередньо перед висадкою десанту бомбардувальна авіація придушувала засоби ППО противника в районах десантування, при цьому парашутисти викидалися услід за ударами бомбардувальників. Інколи при викиданні парашутистів японці застосовували маскуючі дими з метою приховати склад і силу десанту і напрямок атаки.
Для надання необхідної підтримки десантникам або для їхнього посилення передбачався резерв парашутних частин, який знаходився на аеродромах вихідного району в повній бойовій готовності до десантування.
До середини 1941 року армія закінчила комплектування парашутного полку особливого призначення чисельністю 700 чоловік, а потім слідувало формування окремої парашутної бригади. До її складу увійшли згаданий полк (три піхотні і одна кулеметна роти), саперний батальйон, дивізіон зв'язку і полк військово-транспортної авіації (чотири ескадрильї). Бригада була остаточно укомплектована вже після початку війни, в 1942 році, тому в тріумфальному наступі на Британську Малайю і Нідерландську Індію (Індонезію) брали участь лише її окремі частини.

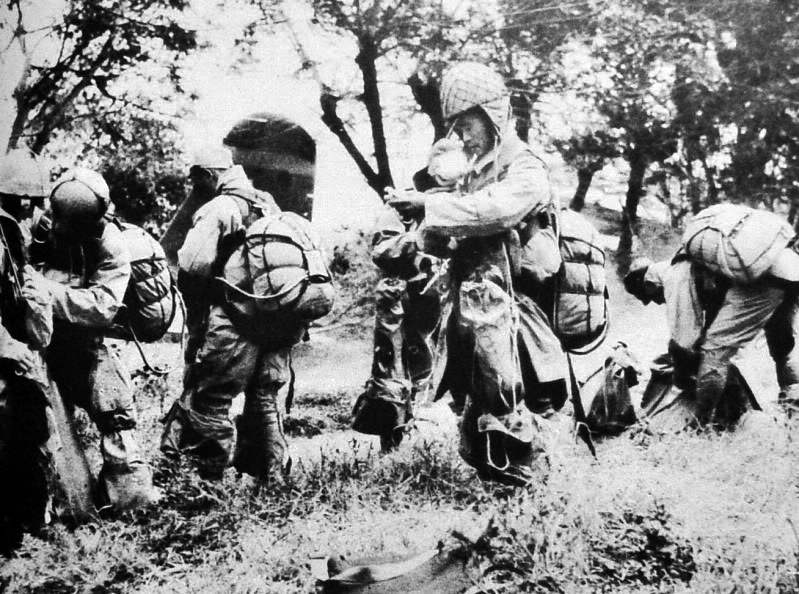
Японські десантники на аеродромі Кларк філд. Лусон. Грудень 1944 року

### Озброєння і екіпірування
Японські парашутисти мали в своєму розпорядженні значну кількість спеціально розроблених або модифікованих за стандартами ПДВ зразків озброєння та зброї, зокрема ціле сімейство вкорочених доладних карабінів.
Першою спеціальною зброєю такого роду став карабін Arisaka тип «381», створений на основі кавалерійського зразка 1905 років, з магазином на 5 набоїв і стандартним армійським багнетом МЗО зразка 1897 років.
Пізніше на базі стандартної піхотної гвинтівки Arisaka тип «99» був створений десантний варіант, позначений як Arisaka зр. 02. Випускалася рушниця малими серіями і ніде, окрім повітряно-десантних військ, не застосовувалася. Маса — 3,94 кг (4,34 кг з багнетом), місткість магазина — 5 патронів.
Був в японських парашутних частинах і спеціальний зразок пістолета-кулемета — автомат «Тип 100» (або «О»). Зброя, розроблена під 8-мм пістолетний патрон Nambu, працювала на принципі віддачі вільного затвора. Вогонь — лише безперервний, ріжковий магазин на 30 набоїв.
Існувало кілька основних варіантів озброєння і спорядження десантника. Так, наприклад, під час боїв на острові Лейте солдати японських ПДВ мали наступний набір екіпірування: 50-мм легкий міномет «тип 89» (зразка 1929 року) і чотири гранати до нього, дві малі димові шашки «тип 94» (1934 року), дві протитанкові гранати, саперна кирка і мотика — все це в брезентовому чохлі, притороченому до ноги десантника. До іншої ноги кріпився ще один чохол, що складався зі складеного карабіна «38» або рушниці «О2», ще чотири міни для 50-мм міномета, дві ручні гранати «тип 97» (зразка 1937 року) і тридцять гвинтівкових обойм. Третій контейнер призначався для перенесення вибухівки: три магнітні міни «тип 99» і шість толових шашок.
У заплічному ранці зберігалися консервовані продукти, харчові концентрати, запасні шкарпетки і сорочка, а також моток мотузки. Озброєні таким чином, японці активно проводили тривалі диверсійні рейди проти військових об'єктів противника на островах Тихого океану. Декілька солдатів в кожному взводі озброювалися ранцевими вогнеметами.
Станкові кулемети і інше важке озброєння, а також засоби зв'язку, боєприпаси і медикаменти скидалися у вантажних контейнерах німецького зразка. Куполи вантажних парашутів забарвлювалися в яскраві червоно-білі смуги, що полегшували пошуки контейнера в умовах тропічного лісу.

### Транспортна авіація
Першими літаками японських десантників стали двомоторні Mitsubishi Ki-67. Десантування здійснювалося через вантажні двері або посадочний люк в підлозі кабіни. Поповнення парку ВТА під час війни проходило в основному за рахунок переобладнання в військово-транспортні літаки застарілих бомбардувальників. Транспортна авіація військово-морського флоту для викидання солдатів «спеціальних морських десантних загонів» використовувала ліцензійні американські машини Douglas DC-3 — знамениті «дакоти».
Широко застосовувалися в японських повітряно-десантних частинах і десантні планери, що в основному вироблялися за німецькою ліцензією. Найбільшим з них став зразок Ки-7, що був ліцензійною моделлю німецького Go-242 фірми «Gothaer Waggonfabrik». Ки-7 міг піднімати в повітря 32—40 солдатів з озброєнням або вантажі загальною масою до семи тонн. У стройових частинах їх не застосовували, використовували лише для поодиноких висадок диверсійних десантів.

### Уніформа
Вояки спеціальних десантних загонів, що служили на суші, носили обмундирування оливкового кольору, більше схоже за відтінком на уніформу американської морської піхоти, ніж японської армії. Офіцери мали шкіряне спорядження з коричневої шкіри і чорні чоботи: що за фасоном не відрізнялися від армійських.
Нижні чини носили відкриту легку куртку з погонами, відкладним коміром і чотирма кишенями: двома нагрудними і двома бічними.
Обмундирування доповнювали бриджі і доладне польове кепі флотського зразка (з матерчатими козирком і ремінцем підборіддя).